# Oropus abbreviatus
Oropus abbreviatus är en skalbaggsart som beskrevs av Thomas Casey 1886. Oropus abbreviatus ingår i släktet Oropus och familjen kortvingar. Inga underarter finns listade i Catalogue of Life.